# Lőrinc
A Lőrinc latin eredetű férfinév, a Laurentius névből származik, jelentése: Laurentum vidékéről származó férfi. A laurus (babér) szóval később hozták összefüggésbe.  Női párja a Laura.

## Rokon nevek
- Laurent:[1] az eredetihez közelebb álló alak.
- Lorenzó:[1] a Lőrinc olasz alakváltozata.

## Gyakorisága
Az 1990-es években a Lőrinc igen ritka név, a 2000-es években nem szerepel a 100 leggyakoribb férfinév között, kivéve 2008-2009-et, amikor a Lőrinc a 88-90. leggyakoribb volt.

## Névnapok
- július 21.[2]
- augusztus 10.[2]
- szeptember 5.[2]

## Híres Lőrincek, Laurentek, Lorenzók
„Lőrinc” utónevű személyek szócikkeinek listája a Wikidata alapján

„Laurent” utónevű személyek szócikkeinek listája a Wikidata alapján

„Lorenzo” utónevű személyek szócikkeinek listája a Wikidata alapján